# Isola Mackenzie King
L'Isola di Re Mackenzie (in inglese Mackenzie King Island) fa parte delle Isole Regina Elisabetta, nel nord del Canada.

## Geografia
L'isola si trova a nord dell'Isola di Melville e a sud dell'Isola di Borden e proprio come queste ultime è divisa: parte dell'isola appartiene ai Territori del Nord-Ovest mentre la porzione ad est appartiene al territorio di Nunavut.
L'isola di Re Mackenzie ha una superficie di 5048 km² il che ne fa la 115º isola per grandezza nel mondo è la 26º isola canadese.

## Storia
La prima persona a noi nota a visitare l'isola è stata Vilhjalmur Stefansson nel 1915. Deve il suo nome a William Lyon Mackenzie King